# Lijst van oeververbindingen over de Ringvaart van de Haarlemmermeerpolder
Over en onder de Ringvaart van de Haarlemmermeerpolder liggen, met de klok mee, de volgende oeververbindingen (van buiten naar binnen de polder):
| Km.: | Naam:                                      | Soort:                                         | Traject:                                                               | Afbeelding:                                |
| ---- | ------------------------------------------ | ---------------------------------------------- | ---------------------------------------------------------------------- | ------------------------------------------ |
| 0,5  | Ringvaartspoorbrug                         | spoorbrug (basculebrug)                        | Leiden - Schiphol (Schiphollijn)                                       |                                            |
| 0,6  | Kaagbrug                                   | verkeersbrug (basculebrug)                     | Den Haag - Burgerveen                                                  |                                            |
| 4,5  | Lisserbrug                                 | verkeersbrug (ophaalbrug)                      | Lisse - Lisserbroek (Lisserbroekerweg / Kanaalstraat)                  |                                            |
| 6,8  | Elsbroekerbrug                             | verkeersbrug (basculebrug)                     | Hillegom - Alphen aan den Rijn (Leimuiderweg)                          |                                            |
| 8,8  | Hillegommerbrug                            | verkeersbrug (ophaalbrug)                      | Hillegom - Beinsdorp (Meerlaan)                                        |                                            |
| 12,5 | Bennebroekerbrug                           | verkeersbrug (basculebrug)                     | Bennebroek - Zwaanshoek (Meerweg)                                      |                                            |
| 15,5 | Cruquiusbrug                               | verkeersbrug (twee ophaalbruggen)              | Heemstede - Hoofddorp (Cruquiusweg / Kruisweg)                         |                                            |
| 15,9 | De Stroomboot                              | fiets- en voetveer                             | Schalkwijk - Cruquius                                                  |                                            |
| 16,3 | Schalkwijkerbrug                           | fiets- en voetgangersbrug (ophaalbrug)         | Schalkwijk - Cruquius                                                  |                                            |
| 18,3 | Floriaduct                                 | busbaan (aquaduct)                             | Haarlem - Hoofddorp (Zuidtangent)                                      |                                            |
| 18,9 | Vijfhuizerbrug                             | verkeersbrug (ophaalbrug)                      | Schalkwijk - Vijfhuizen                                                |                                            |
| 20,5 | -                                          | verkeersbrug (liggerbrug)                      | Haarlem - Schiphol (Boerhaavelaan / Schipholweg)                       |                                            |
| 20,8 | -                                          | verkeersbrug (liggerbrug)                      | Haarlem - Nieuw-Vennep                                                 |                                            |
| 23,9 | Ringvaartbrug A9                           | verkeersbrug (drie liggerbrugen)               | Diemen - Alkmaar                                                       | Viaduct Rijksweg 9 – Ringvaart (juni 2019) |
| 25,7 | Weerenbrug                                 | verkeersbrug (ophaalbrug)                      | Halfweg - Zwanenburg (Weerenweg)                                       |                                            |
| 26,5 | Bietenbrug                                 | fiets- en voetgangersbrug (basculebrug)        | Halfweg - Zwanenburg                                                   |                                            |
| 27,1 | Zwanenburg-brug                            | verkeersbrug (ophaalbrug)                      | Halfweg - Zwanenburg (Oranje Nassaustraat / Dennenlaan)                |                                            |
| 28,3 | Fietsbrug Zwanenburg                       | fiets- en voetgangersbrug (basculebrug)        | Amsterdam (Oud Osdorp) - Zwanenburg (Raasdorperweg / Lijnderdijk)      |                                            |
| 28,6 | Ringvaartbrug A5                           | verkeersbrug (liggerbrug)                      | Amsterdam - Hoofddorp (Westrandweg)                                    |                                            |
| 31,0 | Lijnderbrug                                | verkeersbrug (ophaalbrug)                      | Amsterdam (De Aker) - Lijnden (Ookmeerweg / Amsterdamse Baan)          |                                            |
| 32,1 | Veerpont De Aker                           | fiets- en voetveer                             | De Aker - Badhoevedorp                                                 |                                            |
| 33,0 | Sloterbrug (Brug 9P)                       | verkeersbrug (ophaalbrug)                      | Sloten - Badhoevedorp (Langsom / Nieuwemeerdijk)                       |                                            |
| 34,2 | Ringvaartbrug A4 (Brug 152P)               | verkeersbrug en spoorbrug (vijf liggerbruggen) | Amsterdam - Den Haag Weesp - Schiphol (Schiphollijn)                   |                                            |
| 34,5 | Oude Haagsebrug (Brug 1864)                | busbaan (liggerbrug)                           | Amsterdam - Schiphol (Oude Haagseweg)                                  |                                            |
| 35,5 | Veerpont Ome Piet                          | fiets- en voetveer (alleen zomermaanden)       | Amsterdamse Bos - Nieuwe Meer                                          |                                            |
| 37,0 | Schipholbrug                               | verkeersbrug (basculebrug)                     | Diemen - Alkmaar                                                       |                                            |
| 37,0 | Schipholdraaibrug                          | verkeersbrug (draaibrug)                       | Amstelveen - Schiphol-Oost (Burgemeester Colijnweg / Oude Schipholweg) |                                            |
| 40,8 | Bosrandbrug                                | verkeersbrug (ophaalbrug)                      | Aalsmeer - Schiphol-Oost (Bosrandweg / Schipholdijk)                   |                                            |
| 41,6 | Waterwolftunnel                            | verkeerstunnel                                 | Aalsmeer - Hoofddorp                                                   |                                            |
| 43,6 | Aalsmeerderbrug                            | verkeersbrug (ophaalbrug)                      | Aalsmeer - Hoofddorp (Burgemeester Kasteleinweg / Kruisweg)            |                                            |
| 46,6 | Voetveer Rijsenhout                        | fiets- en voetveer                             | Aalsmeer - Rijsenhout                                                  |                                            |
| 47,3 | Voetveer Jachthaven Blauwe Beugel          | fiets- en voetveer                             | Jachthaven Blauwe Beugel - Rijsenhout                                  |                                            |
| 47,7 | Voetveer Jachthaven De Stormvogel          | fiets- en voetveer                             | Jachthaven De Stormvogel - Rijsenhout                                  |                                            |
| 51,2 | Leimuiderbrug                              | verkeersbrug (basculebrug)                     | Leimuiden - Leimuiderbrug (Provincialeweg / Leimuiderweg)              |                                            |
| 53,5 | Weteringbrug                               | verkeersbrug (basculebrug)                     | Oude Wetering - Weteringbrug (Alkemadelaan)                            |                                            |
| 54,6 | Aquaduct Ringvaart Haarlemmermeer          | verkeersweg (aquaduct)                         | Amsterdam - Rotterdam (linkerrijbaan)                                  |                                            |
| 54,6 | Aquaduct Ringvaart Haarlemmermeer          | verkeersweg (aquaduct)                         | Amsterdam - Rotterdam (rechterrijbaan)                                 |                                            |
| 54,6 | Aquaduct HSL-lijn Ringvaart Haarlemmermeer | spoorlijn (aquaduct)                           | Rotterdam - Schiphol (HSL-zuid)                                        |                                            |
| 55,1 | Meerbrug                                   | verkeersbrug (basculebrug)                     | Nieuwe Wetering - Vredeburg (Noordveenweg)                             |                                            |
| 59,5 | Veerpont Kaag                              | veerpont                                       | Kaag - Buitenkaag (Julianalaan)                                        |                                            |